# Parmenopsis caucasica
Parmenopsis caucasica is een keversoort uit de familie boktorren (Cerambycidae). De wetenschappelijke naam van de soort is voor het eerst geldig gepubliceerd in 1880 door Leder.